# Radicale Burgerunie

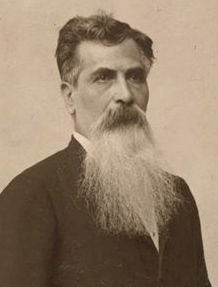
Leandro Alem, leidende figuur in de ontstaansgeschiedenis van de UCR

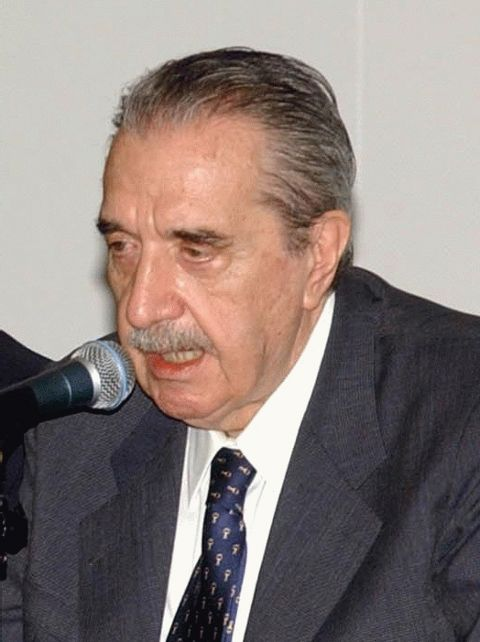
Raúl Alfonsín, eerste democratisch gekozen president na de militaire dictatuur.

De Radicale Burgerunie (UCR) (Spaans: Unión Cívica Radical) is de oudste nog bestaande partij in Argentinië. De UCR werd in 1891 opgericht en was in totaal 27 jaar aan de macht. De resterende tijd voerde de partij oppositie in het parlement, of kon zij vanwege de vestiging van dictaturen niet aan het politieke proces deelnemen.

## Geschiedenis
De voorlopen van de UCR was de Unión Cívica (Burgerunie) die in 1889 ontstond en waarvan Bartolomé Mitre en Leandro Alem de belangrijkste leiders waren. De Unión Cívica probeerde tijdens de Revolución del Parque (Parkrevolutie) van 1890 president Miguel Juárez Celman uit zijn ambt te ontzetten. Die opstand werd echter neergeslagen, maar toch trad de president terug en zijn vicepresident Carlos Pellegrini volgde hem op.
Door een overeenkomst tussen Julio Argentino Roca, leidende figuur in de conservatieve Partido Autonomista Nacional, en Bartolomé Mitre ontstond er tweespalt binnen de Unión Cívica. In 1891 splitste de partij zich, waardoor de Unión Cívica Radical ontstond.
De UCR speelde een belangrijke rol bij de invoering van vrij en algemeen kiesrecht in Argentinië, in 1912.
Van 1983 tot 1989 leverde de UCR de eerste democratisch gekozen president die na de militaire dictatuur aantrad: Raúl Alfonsín. In 1989 werd Alfonsín echter door de peronistische Carlos Menem, die tien jaar lang regeerde, afgelost.
In 1997 verenigden de Unión Cívica Radical en de linkse Unie Frente País Solidario (FREPASO, het Front Solidair Land) zich in een coalitie onder de naam Alianza (voluit: Alianza para el Trabajo, la Justícia y la Educación, ofwel Alliantie voor Werk, Gerechtigheid en Onderwijs). Door deze alliantie lukte het in 1999 om de peronistische regering te verslaan, en werd Fernando de la Rúa president. Tijdens een oproer in december 2001 werd De la Rúa echter gedwongen zijn ontslag aan te bieden. Met de leus ¡que se vayan todos! (Weg met allemaal!) bedoelden de burgers dat de hele regering moest opstappen.

## Afsplitsingen
In de loop der jaren splitsten zich verschillende kleine partijen af van de UCR, die geen van alle lang stand hielden.
Recente afsplitsingen waren de Afirmación para una República Igualitaria (in 2001 opgericht door Elisa Carrió) en Recrear (in 2002 opgericht door Ricardo López Murphy). Beide partijen behaalden regionaal verkiezingswinst, maar zijn in andere regio’s nauwelijks vertegenwoordigd.

## Politici van de UCR
Enkele belangrijke politici van de UCR zijn en waren:
- Leandro Alem
- Raúl Alfonsín
- Marcelo de Alvear
- Ricardo Balbín
- Angel Gallardo
- Bernardo de Irigoyen
- Arturo Illia
- Fernando de la Rúa
- Lisandro de la Torre
- Hipólito Yrigoyen